# Stenotaenia
Stenotaenia es un género de plantas  pertenecientes a la familia Apiaceae. Comprende 7 especies.

## Taxonomía
El género fue descrito por Pierre Edmond Boissier y publicado en Annales des Sciences Naturelles; Botanique, sér. 3 1: 339. 1844.

## Algunas especies
A continuación se brinda un listado de las especies del género Stenotaenia descritas hasta julio de 2013, ordenadas alfabéticamente. Para cada una se indica el nombre binomial seguido del autor, abreviado según las convenciones y usos.
- Stenotaenia elbursensis Bornm.
- Stenotaenia haussknechtii Boiss.
- Stenotaenia iliensis Bajtenov
- Stenotaenia macrocarpa Freyn & Sint.
- Stenotaenia nudicaulis Boiss.
- Stenotaenia sintenisii Freyn
- Stenotaenia tordylioides Boiss.